# Govert du Mee
Govert du Mee was van 1734 tot 1741 schout van het ambacht Zoetermeer.

## Jeugd
Het is niet bekend wanneer Govert du Mee werd geboren. Veel bronnen stellen dat hij rond 1710 geboren zou zijn, maar dat lijkt onwaarschijnlijk.
Zijn vader was waarschijnlijk Wilhelmus Johannes du Mee, die begin 18de eeuw in Azië verbleef als onderkoopman in dienst van de VOC. Govert en zijn broer Willem gingen niet mee met hun vader, maar werden opgenomen in het gezin van hun oom Jacob du Mee, die sinds 1711 ambachtsheer van Zoetermeer was. Goverts broer Willem stond ook bekend als Willem van Batavia, verwijzend naar de woonplaats van zijn vader. Ook Govert bediende zich soms van het pseudoniem Govert van Batavia.
Jacob du Mee bezat een groot huis aan de Dorpsstraat in Zoetermeer op de plaats waar nu de pastorie van de Nicolaaskerk staat, maar het gezin bracht een groot deel van de tijd door on Den Haag.
Op 8 augustus 1726 werd Govert du Mee benoemd tot Controlleur v.d. Spaensche regten geheven wordende op het fort te Lillo, hetgeen een geboorte rond 1710 zeer onwaarschijnlijk maakt.

## Schout
in 1734 werd du Mee door zijn oom en pleegvader benoemd tot schout van het ambacht Zoetermeer. Op 26 maart 1737 trouwde hij in Gouda met Johanna Henriette van Heuven. dochter van de David van Heuven, die het jaar daarvoor met toestemming van ambachtsheer Jacob du Mee was benoemd tot predikant in Zoetermeer.
Zowel als schout en als echtgenoot bleek du Mee geen gelukkige keuze te zijn.

### Conflict met Stompwijk
In 1737 stelde Du Mee dat hij recht had op de controle op wateren en dijken van de Meerpolder. De besturen van Stompwijk en de Meerpolder reageerden als door een wesp gestoken. Zij noemden de beweringen van Du Mee "ongefundeert, impertinent en de irrelevant". Een deel van de Meerpolder lag immers binnen het grondgebied van Stompwijk. Uiteindelijk kwamen de partijen overeen dat de schouten van beide dorpen mochten schouwen, wat door de secretaris van de Meerpolder schriftelijk werd vastgelegd.

### Losse handjes en lange vingers
Een van de meest opvallende aspecten van Govert du Mee's tijd in Zoetermeer was zijn reputatie als "de schout met de losse handjes." Deze bijnaam kreeg hij vanwege zijn gewelddadige gedrag tegenover de inwoners van het dorp. 
Adriana Colijns en Jacob Carols, destijds dienstboden van Govert du Mee en zijn vrouw, verklaarden tegenover het Hof van Holland dat Govert regelmatig om acht uur, zonder gegeten te hebben, door zijn vrouw naar bed werd gebracht, klaarblijkelijk zwaar onder invloed van alcohol. Ook wisten zij van het "in de hals snijden van Cornelis van der Elst" en het ontvreemden van geld uit de Zoetermeerse ambachtskist. Verder zou hij de dienstbode van zijn schoonvader hebben mishandeld.

### Einde van zijn ambtsperiode
Op een gegeven moment wist pleegvader en ambachtsheer Jacob du Mee dat er iets moest gebeuren. Hij stuurde zijn koetsier erop uit om Govert op te halen. Pas op 2 a 3 uur 's nacht kwam Govert opdagen. De dienstboden wisten later te melden dat Govert enige tijd later bij vertrek swoer dat hij onschuldig was en huilend afscheid nam. Jacob du Mee en zijn vrouw waren met de hele toestand duidelijk niet blij: "Schult off geen schult hebbende, zoude wij zeer, jae tot stervens toe gealtereerd (i.e. ontsteld) geweest zijn, ingevalle hij gearresteert off gevat geworden was."
Uiteindelijk bleek de situatie onhoudbaar. Jacob du Mee verkocht het ambacht in 1741 voor het in die tijd gigantische bedrag van 41.000 gulden aan Cornelis van Aalst, predikant te Kalslagen. Govert was toen zijn functie als schout al kwijt. Hij werd in 1740 opgevolgd door Adriaan Hoogop.

## Verdere leven
Op 29 juli 1741 werd Du Mee "geconfineerd" in het tuchthuis van Arnhem. Dit kon zonder formele veroordeling gebeuren, soms zelfs op verzoek van de familie. Of dit ook bij Du Mee het geval was is niet duidelijk; wel is bekend dat voor zijn onderhoud een bedrag van 275 gulden werd betaald.
Op 6 juni 1748 trad du Mee in Oosterbeek in het huwelijk met de uit Emmerik afkomstige Johanna Margaretha Hüls.
in 1754 werd in Emmerik beslag gelegd op de goederen van Govert du Mee "van Batavia".
Op 10 augustus 1763 liet Ernst Diederich Hüls, die in dienst was van de koning van Pruisen, in zijn testament opnemen, dat zijn erfenis in gelijke delen verdeeld moet worden over "sijn suster Johanna Margaretha Hüls weduwe van Govert du Mee" en vier anderen (drie broers en een neef-predikant). Du Mee moet voor die datum dus al zijn overleden.

Hoewel zijn naam tot op de dag van vandaag verbonden blijft aan Zoetermeer, is Govert du Mee in die plaats vooral bekend gebleven vanwege de negatieve connotaties van zijn leiderschap. In Zoetermeer bestaat een Du Meelaan, maar die is vernoemd naar zijn oom en pleegvader Jacob du Mee.